# 12月29日 (旧暦)
旧暦12月29日は、旧暦12月の29日目である。年によっては12月の最終日となる。六曜は仏滅である。

## できごと
- 永禄9年（ユリウス暦1567年2月8日） - 松平家康が徳川姓を朝廷から許され徳川家康と改名。従五位下三河守の官位を授与される[要出典]
- 文政2年（グレゴリオ暦1820年2月13日） - 小林一茶の句集『おらが春』が成立

## 誕生日
- 永禄7年（ユリウス暦1565年1月31日） - 池田輝政、武将・大名（+ 1613年）
- 天保4年（グレゴリオ暦1834年2月7日） - 広沢真臣、長州藩士・政治家（+ 1871年）
- 天保6年（グレゴリオ暦1836年2月15日） - 松平容保、会津藩主（+ 1893年）
- 安政元年（グレゴリオ暦1855年2月15日） - 津田三蔵、大津事件の犯人（+ 1891年）

## 忌日
- 嘉永4年（グレゴリオ暦1852年1月20日） - 阿武松緑之助、6代横綱（* 1791年）

## 記念日・年中行事
- 大晦日（12月最終日の場合）